# Słubice (gmina w województwie mazowieckim)
Słubice – gmina wiejska w Polsce położona w województwie mazowieckim, w powiecie płockim. W latach 1975–1998 gmina należała administracyjnie do województwa płockiego.
Gminę Słubice utworzono w styczniu 1973 roku z połączenia dwóch gromad – Słubice i Juliszew. Siedzibą Gminy jest wieś Słubice, leżąca przy drodze regionalnej nr 575 między Płockiem a Warszawą, z którą łączą się dwie drogi powiatowe Nr 365 Słubice – Piotrkówek i Nr 373 Sanniki – Słubice.
Siedziba gminy to Słubice.
Według danych z 31 grudnia 2017 roku gminę zamieszkiwało 4469 osób.
5 października 1973 od gminy Słubice odłączono sołectwo Przemysłów, włączając je do gminy Gąbin.

## Struktura powierzchni
Według danych z roku 2002 gmina Słubice ma obszar 94,47 km², w tym:
- użytki rolne: 76%
- użytki leśne: 12%

Gmina stanowi 5,25% powierzchni powiatu.

## Demografia
Według danych z 2021 ROKU gminę zamieszkiwało 4370 osób.

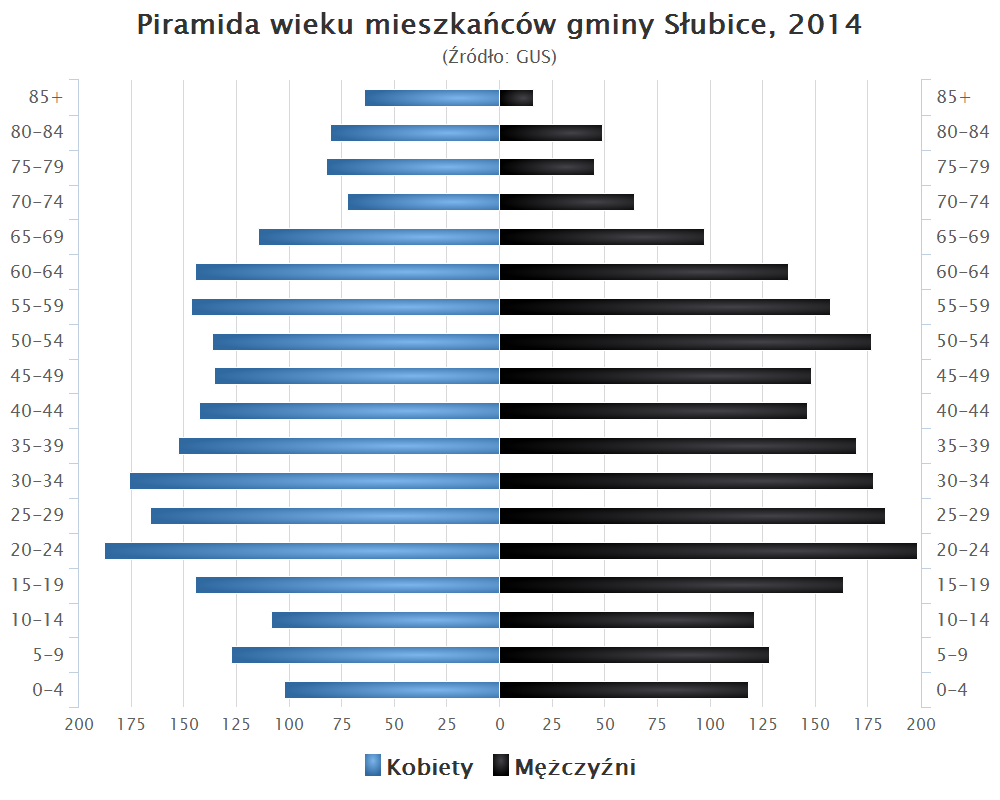
Piramida wieku mieszkańców gminy Słubice w 2014 roku

| Opis                              | Ogółem | Ogółem | Kobiety | Kobiety | Mężczyźni | Mężczyźni |
| --------------------------------- | ------ | ------ | ------- | ------- | --------- | --------- |
| jednostka                         | osób   | %      | osób    | %       | osób      | %         |
| populacja                         | 4370   | 100    | 2167    | 49,6    | 2203      | 50,4      |
| gęstość zaludnienia (mieszk./km²) | 46,3   | 46,3   | 22,9    | 22,9    | 43,4      | 43,4      |

## Sołectwa
Alfonsów, Budy, Grabowiec, Grzybów, Jamno, Juliszew-Sady, Łaziska (Łaziska, Bończa, Studzieniec), Nowosiadło, Nowy Wiączemin, Piotrkówek, Potok Biały, Rybaki, Słubice, Świniary, Wiączemin Polski, Wymyśle Polskie, Nowy Życk-Leonów, Życk Polski.

## Sąsiednie gminy
Bodzanów, Gąbin, Iłów, Mała Wieś, Sanniki, Słupno

## Miasta partnerskie
- Płock